# Tour de Yorkshire 2015
La 1.ª edición de la competición ciclista Tour de Yorkshire se celebró en el Reino Unido entre el 1 al 3 de mayo de 2015 sobre un recorrido de 515 kilómetros.
La prueba perteneció al UCI Europe Tour 2015 dentro de la categoría 2.1 y fue ganada por el corredor noruego Lars Petter Nordhaug del equipo Sky. El podio lo completaron Samuel Sánchez del equipo BMC Racing Team y Thomas Voeckler del equipo Team Europcar.

## Equipos participantes
Tomaron parte en la carrera 18 equipos de los cuales 5 fueron de categoría UCI ProTeam invitados por la organización, 6 de categoría Profesional Continental, 6 de categoría Continental y 1 selección nacional, quienes formaron un pelotón de 140 ciclistas de los que terminaron 123. Los equipos participantes fueron:
| Equipo                      | Cód. UCI | Categoría               |
| --------------------------- | -------- | ----------------------- |
| BMC Racing Team             | BMC      | UCI ProTeam             |
| Team Giant-Alpecin          | TGA      | UCI ProTeam             |
| IAM Cycling                 | IAM      | UCI ProTeam             |
| Team LottoNL-Jumbo          | TLJ      | UCI ProTeam             |
| Team Sky                    | SKY      | UCI ProTeam             |
| Team Europcar               | EUC      | Profesional Continental |
| Cofidis, Solutions Crédits  | COF      | Profesional Continental |
| Cult Energy                 | CLT      | Profesional Continental |
| MTN-Qhubeka                 | MTN      | Profesional Continental |
| Roompot Oranje Peloton      | ROP      | Profesional Continental |
| Topsport Vlaanderen-Baloise | TSV      | Profesional Continental |
| JLT Condor                  | JLT      | Continental             |
| Madison Genesis             | MGT      | Continental             |
| NFTO                        | NPC      | Continental             |
| One Pro Cycling             | ONE      | Continental             |
| Team Raleigh-GAC            | RAL      | Continental             |
| Team Wiggins                | WGN      | Continental             |
| Selección de Gran Bretaña   |          | Selección nacional      |

## Etapas
| Etapa | Fecha     | Reorrido                  | Km  | Ganador              | Líder                |
| ----- | --------- | ------------------------- | --- | -------------------- | -------------------- |
| 1.ª   | 1 de mayo | Bridlington – Scarborough | 174 | Lars Petter Nordhaug | Lars Petter Nordhaug |
| 2.ª   | 2 de mayo | Selby – York              | 174 | Moreno Hofland       | Lars Petter Nordhaug |
| 3.ª   | 3 de mayo | Wakefield – Leeds         | 167 | Ben Hermans          | Lars Petter Nordhaug |

## Clasificación final
Las clasificaciones finalizaron de la siguiente forma:
| Posición | Ciclista             | Equipo                     | Tiempo           |
| -------- | -------------------- | -------------------------- | ---------------- |
|          | Lars Petter Nordhaug | Team Sky                   | 12 h 47 min 56 s |
| 2.ª      | Samuel Sánchez       | BMC Racing Team            | a 11 s           |
| 3.ª      | Thomas Voeckler      | Team Europcar              | a 11 s           |
| 4.ª      | Stéphane Rossetto    | Cofidis, Solutions Crédits | a 13 s           |
| 5.ª      | Philip Deignan       | Team Sky                   | a 24 s           |
| 6.ª      | Ben Hermans          | BMC Racing Team            | a 1 min 05 s     |
| 7.ª      | Greg Van Avermaet    | BMC Racing Team            | a 1 min 15 s     |
| 8.ª      | Erick Rowsell        | Madison-Genesis            | a 1 min 21 s     |
| 9.ª      | Huub Duyn            | Team Roompot               | a 1 min 27 s     |
| 10.ª     | Richard Handley      | JLT-Condor                 | a 1 min 27 s     |

### Clasificación por puntos
| Posición | Ciclista             | Equipo     | Puntos |
| -------- | -------------------- | ---------- | ------ |
|          | Lars Petter Nordhaug | Team Sky   | 21     |
| 2.º      | Greg Van Avermaet    | BMC Racing | 17     |
| 3.º      | Ben Hermans          | BMC Racing | 15     |

### Clasificación de la montaña
| Posición | Ciclista        | Equipo                     | Puntos |
| -------- | --------------- | -------------------------- | ------ |
|          | Nicolas Edet    | Cofidis, Solutions Crédits | 26     |
| 2.º      | Ian Bibby       | NFTO                       | 16     |
| 3.º      | Lawson Craddock | Giant-Alpecin              | 11     |

### Clasificación por equipos
| Posición | Equipo                     | Tiempo          |
| -------- | -------------------------- | --------------- |
|          | Team Sky                   | 38 h 26 min 3 s |
| 2.º      | BMC Racing                 | a 32 s          |
| 3.º      | Cofidis, Solutions Crédits | a 2 min 25 s    |